# Педро Ленц
Педро Ленц (нар. 8 березня 1965, Лангенталь) —  швейцарський поет, прозаїк, драматург, журналіст.

## Життя
Ленц вивчав іспанську літературу в Бернському університеті. Від 2001 року повністю на творчій роботі як письменник.
Колумніст кількох швейцарських газет, зокрема Neue Zürcher Zeitung та WOZ Die Wochenzeitung. Пише також тексти для швейцарського радіо і театру. Учасник і переможець кількох слемів, виступав у складі гурту «Hohe Stirnen» («Високочолі»). Живе в Ольтені.
Свій роман 2010 року «Der Goalie bin ig» («Кіпер – це я») він написав швейцарською німецькою. На основі цього твору знято фільм, що став головним переможцем Швейцарської кінопремії 2014 року. Його було висунуто в семи номінаціях, із яких він переміг у чотирьох, зокрема як «Найкращий повнометражний фільм». У червні 2017 року фільм демонстрували в Києві під час «Тижня швейцарського кіно».

## Премії та нагороди
- Бернська кінопремія 2014 року за «Кіпер – це я».
- Літературна премія кантона Золотурн (2014).
- Швейцарська кінопремія 2014 року: за найкращий сценарій для «Кіпер – це я» (разом з Жасмін Хох та Сабіною Босс).
- Літературна премія кантона Берн (2011).
- Літературна премія кантона Берн (2010).
- Літературна премія кантона Берн (2008).
- Культурна премія міста Лангенталь (2005).
- Літературна стипендія міста Берн у Глазго (2005).

## Книги
- Die Welt ist ein Taschentuch. Gedichte von da, von dort und von drüben. X-Time, Bern 2002, ISBN 3-909990-08-8.
- Momente mit Menschen. Ein Mosaik. 71 Portraits. Stämpfli, Bern 2002, ISBN 3-9520209-2-3.
- Tarzan in der Schweiz. Gesammelte Kolumnen zur gesprochenen Sprache. X-Time, Bern 2003, ISBN 3-909990-12-6.
- Das Kleine Lexikon der Provinzliteratur. Bilger, Zürich 2005, ISBN 978-3-908010-72-2.
- Plötzlech hets di am Füdle. Banale Geschichten. Cosmos, Muri bei Bern 2008, ISBN 978-3-305-00425-6.
- Der Goalie bin ig. Roman. Verlag Der gesunde Menschenversand, Luzern 2010, ISBN 978-3-905825-17-6.
- Tanze wi ne Schmätterling. Die Coiffeuse und der Boxer. Cosmos, Muri bei Bern 2010, ISBN 978-3-305-00426-3.
- (Hrsg.) Carl Albert Loosli: Loosli für die Jackentasche. Geschichten, Gedichte und Satiren. Rotpunkt, Zürich 2010, ISBN 978-3-85869-426-3.
- Liebesgschichte, Roman, Cosmos, Muri bei Bern, 2012, ISBN 978-3-305-00428-7.
- I bi meh aus eine. Die bemerkenswerte Geschichte eines Emmentaler Siedlers. Cosmos, Muri bei Bern, 2012, ISBN 978-3-305-00465-2.
- Radio. Morgengeschichten. Verlag Der gesunde Menschenversand, Luzern 2014, ISBN 978-3-905825-92-3.
- Wienachtsgschichte – von Klaus Schädelin bis Pedro Lenz Cosmos, Muri bei Bern, 2014, ISBN 978-3-305-00468-3.
- Fussball und andere Randsportarten (mit Etrit Hasler), Kolumnen aus der WOZ, WOZ Die Wochenzeitung, Zürich, 2014, ISBN 978-3-906236-12-4.
- Der Gondoliere der Berge. Cosmos, Muri bei Bern 2015, ISBN 978-3-305-00467-6

## Переклади українською
- Ленц, Педро. Мій друг машиніст крана: поезії / пер. з нім. Сергій Жадан, Євгенія Лопата. – Чернівці: Меридіан Черновіц, 2018. – 112 с. — ISBN 978-966-97679-6-7
- Ленц, Педро. Кіпер – це я / пер. Юрко Прохасько. - Видавництво 21, 2018. – 128 с. — 978-617-614-220-1